# Années 910 av. J.-C.
Les années 910 av. J.-C. couvrent les années de 919 av. J.-C. à 910 av. J.-C.

## Événements
- Vers 918-909 av. J.-C. : règne de Abdastratos Ier, roi de Tyr[1].
- Vers 914/913-911 av. J.-C. : règne d'Abijam (Abiyah), roi de Juda à la mort de Roboam[2]. Poursuite de la guerre entre Juda et Israël. Abiyah défait Jéroboam à la bataille de Zemarayim et occupe le sud de la montagne d’Ephraïm (Béthel, Yeshanah, Ephrôn). Cette défaite avive l’opposition intérieure en Israël, en particulier celle du prophète Ahiyah de Silo[3].
- 911-870 av. J.-C. : règne de Asa, roi de Juda[4]. Il commence son long règne par une réforme religieuse (interdiction des cultes cananéens) et militaire suivie d’une victoire sur les Égyptiens. Prospérité économique du Royaume de Juda.

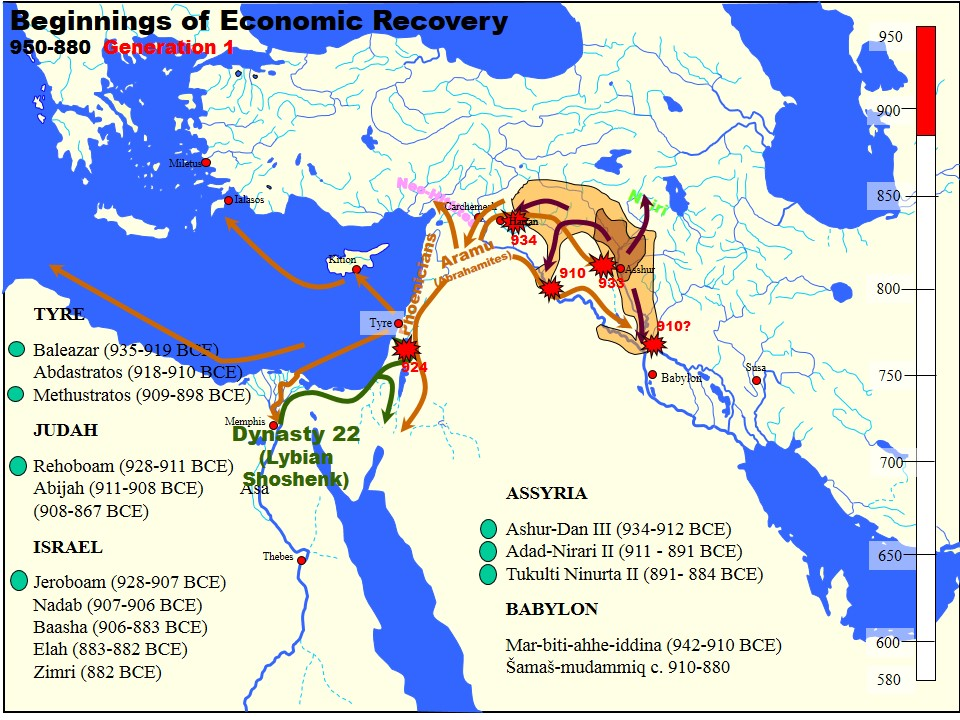
L’Assyrie pendant le règne d’Adad-Nirari II.

- 911-891 av. J.-C. : règne d’Adad-Nirari II, roi d’Assyrie[4]. Début de la période néo-assyrienne (911-609 av. J.-C.). Adad-Nirari II annexe le royaume araméen du Hanigalbat (région du Nisibe) en six campagnes (901–896 av. J.-C.)[6]. Il repousse les montagnards du Kurdistan. Il vainc le Babylonien Shamash-mudammiq à deux reprises, qui perd ses possessions à l’est du Tigre et les villes frontières de Hît et Zanqu sur le moyen Euphrate[4]. Il conduit un premier raid en Urartu.